# Fu Lu Shou

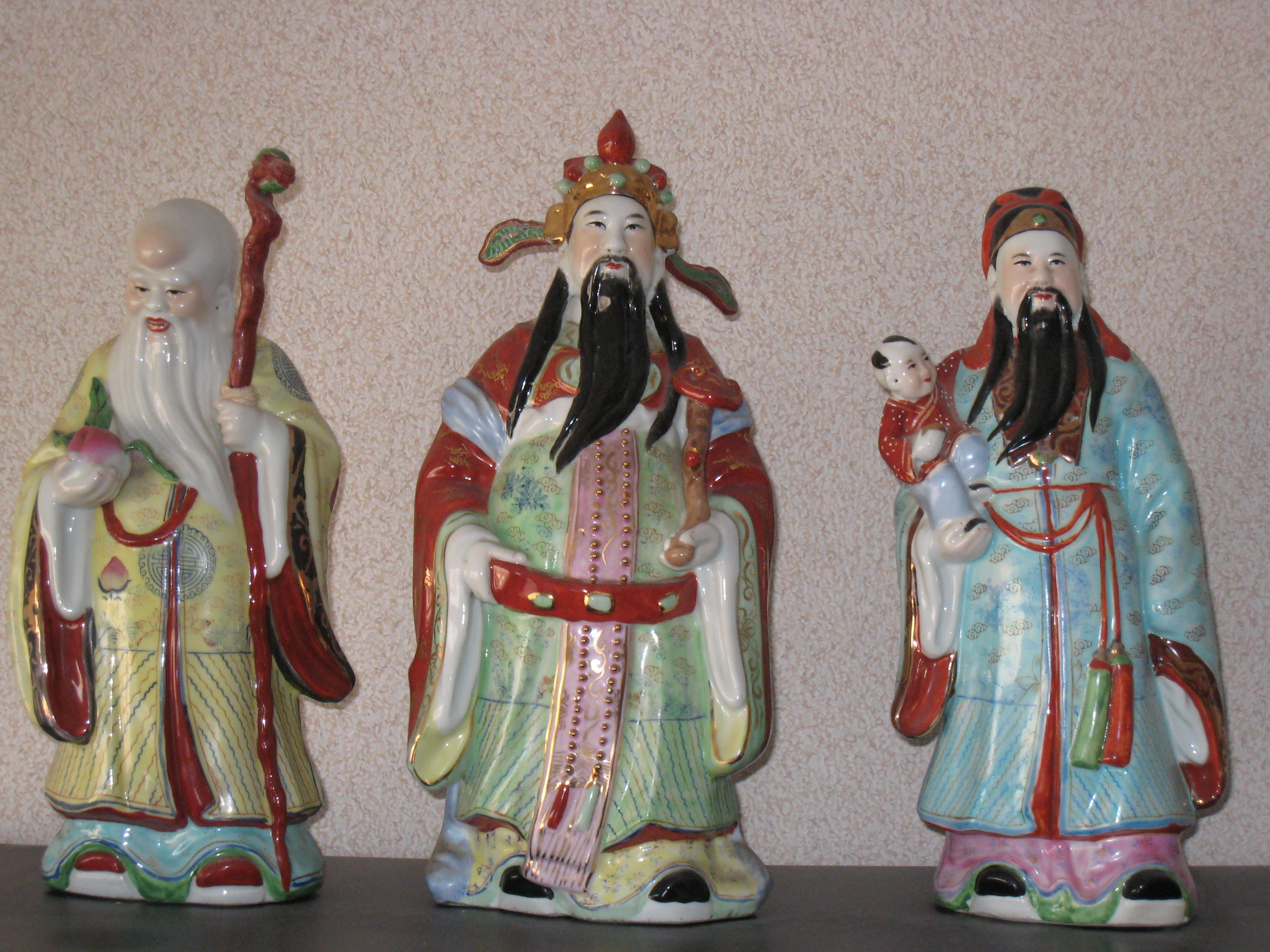
Fu Lu Shou

Fu Lu Shou (chin. upr. 福禄寿, chin. trad. 福祿壽, pinyin Fú Lù Shòu), znani także jako Sanxing (三星, Sānxīng) – w ludowych wierzeniach chińskich trójca bóstw gwiezdnych. Czczeni także w religijnej wersji taoizmu jako jedni z nieśmiertelnych. W tradycyjnej astronomii chińskiej często identyfikowani z trzema gwiazdami Pasa Oriona.
W skład triady wchodzą Fuxing (bóg szczęścia), Shouxing (bóg długowieczności) oraz Luxing (bóg kariery). Bóstwa przedstawiane są razem, a każde z nich posiada charakterystyczny dla siebie atrybut. Fuxing trzyma na ramionach dziecko, Shouxing ma w rękach brzoskwinię oraz laskę, zaś Luxing przedstawiany jest w stroju mandaryna.